# Roberto Malenotti
Roberto Malenotti (* 6. Juni 1939 in Pisa) ist ein italienischer Regisseur.

## Leben
Der Sohn des Filmproduzenten Maleno Malenotti begann 1960 seine Tätigkeit beim Film als Assistent bedeutender Hollywood-Regisseure, die italienische Produktionen realisierten. Dabei arbeitete er für Nicholas Ray, Richard Fleischer und Vincente Minnelli. 1963 drehte er für Folco Quilici im zweiten Stab. Nach Streitigkeiten mit dem Produzenten erhielt Malenotti dann die Credits für Sklaven heute – Geschäft ohne Gnade. 1969 folgte Umarmung nach eigenem Drehbuch. Anschließend wandte sich Malenotti dem Werbefilm zu und war vor allem in den USA tätig, wo er auch mit dem Clio Award ausgezeichnet wurde. 
1971 führte Malenotti Regie beim Coca-Cola Werbespot „Hilltop“.
Zurück in Italien entstanden einige Dokumentarfilme (so La spirale della paura und Perché paura). Neben gelegentlicher Produktionstätigkeit wurde im deutschsprachigen Raum sein drittes und letztes Kino-Regiewerk Cinderella ’80 – unter anderem Vornamen auch geschrieben und produziert – bekannt, bevor er noch einige Male für das Fernsehen inszenierte.

## Filmografie (Auswahl)
- 1964: Sklaven heute – Geschäft ohne Gnade (Le schiave esiste ancora)
- 1969: Umarmung (Le sorelle)
- 1984: Cinderella ’80 (Cenerentola ’80)